# Santo Anastácio (kommun)
Santo Anastácio är en kommun i Brasilien.   Den ligger i delstaten São Paulo, i den södra delen av landet, 800 km sydväst om huvudstaden Brasília. Antalet invånare är 20 498. Arean är 553 kvadratkilometer.
Terrängen i Santo Anastácio är huvudsakligen platt.
Trakten runt Santo Anastácio består i huvudsak av gräsmarker. Runt Santo Anastácio är det ganska glesbefolkat, med 36 invånare per kvadratkilometer.